# 마티아스 쾨베를린
마티아스 쾨베를린(독일어: Matthias Koeberlin, 1974년 3월 28일~)은 독일의 배우이다.

## 작품 목록
- 토네이도